# Партия национального действия (Мексика)
Партия национального действия (исп. Partido Acción Nacional), сокращённо PAN — политическая партия Мексики, одна из лидирующих партий страны, основана в 1939 году. Придерживается правоконсервативной и христианской ориентации. Состоит в Центристском демократическом интернационале.

## Оппозиция монопольно правящей партии
Оплотом партии изначально были верующие католики, для которых был неприемлем светский, подчеркнуто антиклерикальный (а порой, особенно в ранние годы, и попросту атеистический) режим Институциональной революционной партии (ИРП). Значительная часть католического духовенства, пусть и неявно (его участие в политической деятельности было запрещено законом), поддерживала партию. На протяжении нескольких десятилетий PAN набирала в среднем около 10 % голосов (во всяком случае, столько она получала по официальным данным). Ей обычно дозволяли провести нескольких своих федеральных депутатов и сельских мэров.
Изначально PAN имела как католическое, так и либерально-рыночное крыло, но последнее с течением времени заметно ослабло: большинство деловых людей предпочитали иметь дело с «социалистами» из правящей партии, а не с безнадежными аутсайдерами.
По мере того, как с середины 1980-х годов политический контроль ИРП стал ослабевать, начали расти признаваемые властями результаты оппозиции на выборах. В 1989 году ИРП, впервые в истории, признала своё поражение на губернаторских выборах — губернатором штата Нижняя Калифорния был избран кандидат PAN Эрнесто Руффо.
На президентских выборах 1988 года кандидат PAN Manuel Clouthier набрал 16,8 % голосов и занял третье место.
На президентских выборах 1994 года кандидат PAN Диего Фернандес де Севальос набрал 25,9 % голосов и занял второе место.

## В условиях конкурентной демократии
В 2000 году кандидат PAN Винсенте Фокс набрал 43 % голосов и был избран президентом Мексики, прервав многолетнюю монополию на власть ИРП. В палате депутатов ПНД набрала 223 мандата, опередив ИРП, которая получила 211 мандатов и впервые лишилась относительного большинства (абсолютное большинство она потеряла на предыдущих выборах).
В 2006 году президентом Мексики стал также представитель PAN Фелипе Кальдерон, набравший 35,89 % голосов. Он на 0,58 % опередил кандидата от Партии демократической революции Андреса Мануэля Лопеса Обрадора. Протесты сторонников Обрадора, начавшиеся после выборов, получили название «революции кактусов». Однако 29 августа Избирательный трибунал подтвердил официальные итоги выборов, и Фелипе Кальдерон вступил в должность президента 1 декабря 2006 года сроком на шесть лет.
На президентских выборах 2012 года кандидат PAN Хосефина Васкес Мота (первая женщина-кандидат на пост президента от крупной политической партии в истории Мексики) с 25 % голосов заняла третье место.
На президентских выборах 2018 года кандидат PAN Рикардо Анайя с 22,5 % голосов занял второе место.
На президентских выборах 2024 года PAN поддерживала независимого кандидата Шочитль Гальвес, занявшую 2 место с 28,11 % голосов.